# Nacionalni park Kings Canyon
Nacionalni park Kings Canyon je jedan od ukupno 58 nacionalnih parkova smještenih na području Sjedinjenih Američkih Država.

## Zemljopisni podaci
Park je smješten u američkoj saveznoj državi Kalifornija u blizini grada Fresno. Nacionalni park Kings canyon se satoji od dva zasebna dijela. Manji dio naziva General Grant Grove ((hrv.) Šuma generala Granta) rezervat je nekoliko šuma gigantske sekvoje. Šuma Redwood Mountain Grove s 15.800 stabala najveća je svjetska šuma sekvoje a pokriva površinu od oko 1.300 hektara. Ovaj dio parka je u sastavu 81.920 ha velike prašume jednim dijelom smještene u nacionalnom parku Sequoia, a drugim u nacionalnom praku Kings Canyon. Ovaj dio parka se uglavnom sastoji od mješovite šume četinara, a dostupan je autocestom.

## Ostali projekti
|  | Zajednički poslužitelj ima stranicu o temi Nacionalni park Kings Canyon    |
|  | Zajednički poslužitelj ima još gradiva o temi Nacionalni park Kings Canyon |